# Byk Osborne’a

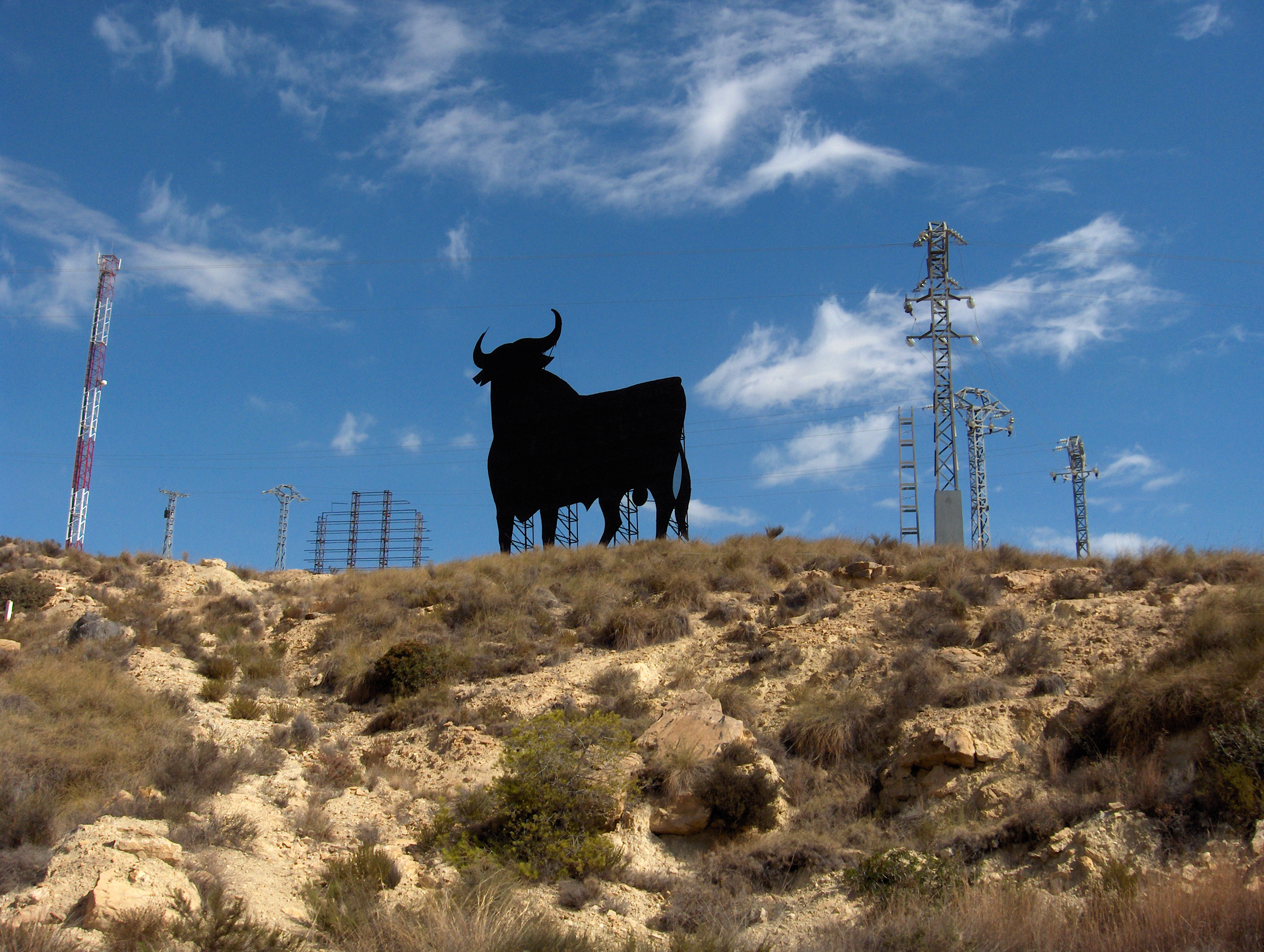
Jeden z ośmiu byków Osborne’a w prowincji Alicante

Byk Osborne’a – rodzaj przydrożnej reklamy w kształcie byka. Takie sylwetki umieszczone są przy niektórych szosach w Hiszpanii. Ich pierwotnym celem było reklamowanie brandy Veterano, produkowanej przez andaluzyjską firmę Osborne. Sylwetka byka stała się jednak po latach nie tylko znakiem handlowym firmy, ale też jednym z symboli Hiszpanii.

## Historia
W 1956 roku firma Osborne zleciła agencji reklamowej Azor opracowanie projektu przydrożnej reklamy brandy Veterano. Współpracownik agencji, malarz i grafik Manolo Prieto zaproponował sylwetkę byka (rasy znanej z walk byków), która zachowała się do dziś. Rok później, w listopadzie 1957 roku rozpoczęto stawianie pierwszych reklam. Wykonane były z drewna, mierzyły 4 metry wysokości, miały rogi pomalowane na biało i szyld z nazwą trunku.
Ponieważ wystawione na działanie warunków atmosferycznych drewniane byki szybko niszczały, w 1961 r. rozpoczęto stawianie pierwszych metalowych sylwetek. Udało się też powiększyć ich rozmiary do 7 metrów. Rok później, po zmianie odpowiednich przepisów, byki mogły mieć już 14 metrów wysokości.
W 1988 w całej Hiszpanii wprowadzono zakaz stawiania reklam przy szosach. Byki Osborne’a pozostały, choć firma musiała usunąć szyldy reklamowe (dziś pozostały jedynie dwa byki z napisem Osborne – na lotnisku międzynarodowym w Kadyksie oraz w miejscowości El Puerto de Santa María, gdzie swoją siedzibę ma Grupa Osborne). W sierpniu 1994 r. kolejne prawo nakazało usunięcie sylwetek z dróg w całym kraju. Niektóre ze wspólnot autonomicznych, liczne miasta, stowarzyszenia kulturalne, artyści, politycy i dziennikarze stanęli w obronie byków. Władze Andaluzji zaliczyły je do dóbr kultury, zaś władze Nawarry wydały specjalny dekret mający na celu ocalenie jedynej sylwetki w tym regionie. W 1997 Sąd Najwyższy Hiszpanii orzekł, że byki mogą pozostać przy drodze ze względu na ważny interes estetyczny i kulturalny.

## Wykonanie byków
Wszystkie sylwetki powstają w rodzinnej firmie Tejada w miejscowości El Puerto de Santa María w Andaluzji. Cała figura, wykonana z 70 blach o wymiarach 90 × 190 cm i grubości 2 mm, waży 4 tony. Ma 14 metrów wysokości, co odpowiada 4-kondygnacyjnemu budynkowi, zaś powierzchnia całego byka sięga blisko 150 m².
Sylwetka osadzana jest na czterech metalowych rusztowaniach. Każde rusztowanie spoczywa na betonowej podstawie o objętości 6 m³. Cała konstrukcja waży ok. 50 ton. Osadzanie sylwetki przypomina układanie puzzle’a, przy czym wymaga wykonania ponad tysiąca nawiertów dla śrub. Na końcu byk pokrywany jest 50 kilogramami czarnej farby.

## Występowanie
W tej chwili istnieje 90 byków Osborne’a rozstawionych nieregularnie po całej Hiszpanii: podczas gdy niektóre ze wspólnot autonomicznych nie mają ich w ogóle (Murcja i Kantabria) albo mają tylko jedną (Kraj Basków, Nawarra i Katalonia), niektóre prowincje mają ich nawet osiem (Alicante i Kadyks). Poniższa tabelka pokazuje, ile sylwetek znajduje się w każdej ze wspólnot autonomicznych:
| Wspólnota autonomiczna | Liczba | Wspólnota autonomiczna | Liczba | Wspólnota autonomiczna | Liczba |
| ---------------------- | ------ | ---------------------- | ------ | ---------------------- | ------ |
| Andaluzja              | 22     | Aragonia               | 6      | Asturia                | 5      |
| Baleary                | 1      | Wyspy Kanaryjskie      | 1      | Kantabria              | 0      |
| Kastylia-La Mancha     | 13     | Kastylia i León        | 13     | Katalonia              | 1      |
| Walencja               | 12     | Estremadura            | 5      | Galicia                | 5      |
| Madryt                 | 2      | Murcja                 | 0      | Nawarra                | 1      |
| Kraj Basków            | 1      | La Rioja               | 2      |                        |        |

## Odniesienia kulturowe
Wizerunek byka Osborne’a pojawia się na wielu produktach i w wielu sytuacjach poza kontekstem reklamowym. Bywa naklejany na tył samochodu, nadrukowywany na pamiątkach z Hiszpanii (koszulkach, czapkach, breloczkach, popielniczkach, kartkach pocztowych, kafelkach ceramicznych itp.), nierzadko w formie herbu, na tle barw narodowych Hiszpanii. Bywa spotykany na stadionach, podczas meczów reprezentacji Hiszpanii w różnych dyscyplinach sportu oraz w misjach międzynarodowych armii hiszpańskiej.
Niektóre środowiska nacjonalistyczne używają go też jako symbolu hiszpańskości. Doprowadziło to do tego, że nacjonaliści innych narodowości poddanych królowi Hiszpanii wypracowały swoje własne symbole, nawiązujące do byka Osborne’a: Galisyjczycy krowę, a Katalończycy osła.

## Kwestie prawne
Ponieważ byk Osborne’a jest zarejestrowanym znakiem towarowym, żadna firma nie ma prawa używać go bez zgody Grupy Osborne. Mimo to we wrześniu 2005 r. sąd w Sewilli oddalił powództwo przeciw kilku przedsiębiorcom używającym byka na produkowanych przez siebie pamiątkach. Sąd uznał wprawdzie, że sylwetka byka jest zarejestrowanym znakiem towarowym należącym do Grupy Osborne, ale też stał się przez lata elementem dziedzictwa kulturalno-artystycznego narodów Hiszpanii.